# 急進派共和党
急進派共和党（きゅうしんはきょうわとう、英: Radical Republican）は、アメリカ合衆国の共和党の歴史で、南北戦争前の1854年頃からレコンストラクションの終わった1877年まで存在した派閥である。自らを「急進派」と呼び、戦中はエイブラハム・リンカーンが率いた中道と保守派に対抗し、戦後は南部の保守派と北部のリベラル派と対抗した。戦中に奴隷制に強く反対し、戦後は元アメリカ連合国支持者を信用せず、元の反乱者に対して厳しい政策を要求し、解放奴隷の公民権と選挙権を強調した。
戦中にリンカーンが将軍を選ぶ条件（特に民主党員のジョージ・マクレランの選択）や、南部州を合衆国に戻すための努力に反対することが多かった。1864年には独自のレコンストラクション計画を成立させたが、リンカーンがそれに拒否権を使い、1865年に暗殺された時にはリンカーンの政策が実行されていた。急進派共和党は奴隷の無償解放を推進したが、リンカーンは合衆国に忠実だった奴隷所有者にはその補償を望んだ。戦後、急進派共和党は解放奴隷に選挙権を確保するなど公民権を要求した。レコンストラクション法を提案し、元アメリカ連合国支持者の参政権と選挙権を制限した。アンドリュー・ジョンソン大統領とも激しく戦った。ジョンソンの権限を弱め、弾劾によって大統領の座から追おうとしたが、1票差で実現しなかった。民主党からは活発に対抗され、共和党中道派やリベラル派からも反対されることが多かった。

## 急進派の連衡
「急進派」という言葉は、南北戦争前の反奴隷制度運動の中で頻繁に使われており、奴隷制度廃止運動家のみならず、奴隷権力に強く対抗した北部政治家にも使われた。多くの者、おそらく大多数は元ホイッグ党員であり、1860年アメリカ合衆国大統領選挙の有力候補者で、リンカーン政権では国務長官を務めたウィリアム・スワード、ペンシルベニア州選出アメリカ合衆国下院議員のタデウス・スティーブンス、急進的新聞の先鋒である「ニューヨーク・トリビューン」の編集者ホレス・グリーリーなどだった。2つの方向への動きがあった。戦前の急進派の幾らか（スワードなど）は戦中に保守的になり、戦前の中道派の幾らかは急進派になった。戦中の急進派の幾らかは戦前に保守派民主党員であり、奴隷制度擁護の姿勢を採っていた者が多かった。その中にはイリノイ州のジョン・A・ローガン、オハイオ州のエドウィン・スタントン、マサチューセッツ州のベンジャミン・フランクリン・バトラー、イリノイ州のユリシーズ・グラント、副大統領のアンドリュー・ジョンソンがいた。ジョンソンは大統領になった後で急進派と訣別した。
急進派には正式に組織があったわけではなく、その集団内外での運動があった。その中で最も成功し体系的な指導者になったのが、ペンシルベニア州選出アメリカ合衆国下院議員のタデウス・スティーブンスだった。民主党は急進派に強く抵抗したが、概して弱い少数派であり、1874年の選挙で下院を支配するようになって初めて力を得た。中道派と保守派の共和党員は通常急進派に反対したが、うまく組織化されてはいなかった。リンカーンは急進派、保守派、中道派共和党員およびタカ派民主党員を含めた多派閥連衡を作ろうとした。急進派に反対されることが多かったが、決して彼等を排斥しようとはしなかった。アンドリュー・ジョンソンは、1865年に大統領になった時は急進派と考えられたが、間もなくその対抗派の指導者となった。しかし、政治家としては無能であり、纏まりのある支持者のネットワークを作れなかった。1872年、元急進派が多数を占めるリベラル派共和党員が独自の大統領選挙運動を運営し、その候補者グリーリーに民主党の支持も得た。彼等はグラントと急進派が腐敗しており、レコンストラクション政策を南部にあまりに長く強制してきたと主張した。彼等は選挙で大敗し、運動としては崩壊した。
急進派は、奴隷権力、アメリカ連合国の破壊、奴隷制度の根絶、解放奴隷の権利に関わらない問題については、政界地図の全ての領域にある立場を採った。例えば、元ホイッグ党員は概して高関税を支持し、元自民党員は概してそれらに反対した。ある者は硬貨とインフレ無しを支持し、ある者は紙幣とインフレを支持した。1930年代に共有された議論では、急進派が主に北部の事業利権を高めたいという身勝手な動機に動かされたというものであり、半世紀の間も歴史家から顧みられることが無くなっていた。急進派は外交政策については概して穏健であり、はっきりした姿勢を採らなかった。

## 戦時

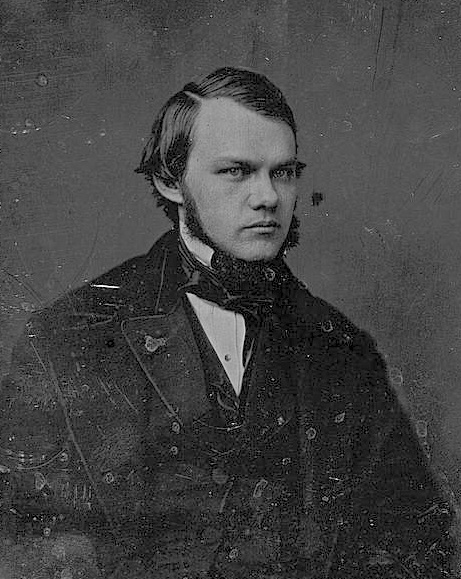
ヘンリー・ジャービス・レイモンド

1860年の選挙後、中道派共和党が議会を支配した。急進派はリンカーンを批判することが多く、奴隷を解放し、その法的平等権を支持する動きがあまりに鈍いと考えた。リンカーンは、急進派のサーモン・チェイス財務長官（後にアメリカ合衆国最高裁判所長官に指名した）、ジェイムズ・スピード司法長官、エドウィン・スタントン陸軍長官など、あらゆる派閥からその閣僚を選んだ。ジャーナリストのジェイムズ・シェパード・パイクなど多くの急進派共和党員を重要な外交官に任命した。リンカーンを怒らせたのは、1864年に急進派の幾らかが「急進派民主党」と呼ぶ政党を短期間結成したことだった。1856年の大統領選挙で共和党の候補者だったジョン・C・フレモントを推したが、フレモントが辞退した。
急進派共和党の重要な党内対抗者がヘンリー・ジャービス・レイモンドだった。レイモンドは「ニューヨーク・タイムズ」の編集者であり、共和党全国委員会の委員長でもあった。議会において、最も影響力ある急進派は上院議員のチャールズ・サムナーと下院議員のタデウス・スティーブンスだった。彼等は奴隷制度を終わらせるための戦争を要求した。

## レコンストラクション政策

### リンカーンへの反対
急進派共和党は、1863年に始まったレコンストラクション政策で、アメリカ合衆国に南部州を再加盟させる条件について、あまりに寛容すぎると反対した。「鉄の誓い」を提案し、アメリカ連合国を支持した者は誰も南部の選挙で投票できないものとした。リンカーンがそれを阻止した。急進派は1864年にウェイド・デイビス法を通した。リンカーンはそれに拒否権を使った。急進派は戦争についてより攻撃的な告発を要求し、奴隷制度を早く終わらせることと、アメリカ連合国の破壊を要求した。戦後、急進派が両院合同レコンストラクション委員会を支配した。

### ジョンソンへの反対
リンカーンが暗殺されると、ジョンソン副大統領が大統領に就任した。最初は急進派だと思われたが、急進派とは訣別し、苦痛を伴う闘争に入った。ジョンソンはへたな政治家だと判断され、1866年の中間選挙では北部でその多くの支持者が落選した。急進派は議会を支配するようになり、ジョンソンの使った拒否権を差し戻すことができた。

### 議会の支配
1866年の中間選挙後、急進派はアメリカ合衆国議会を総体的に支配した。ジョンソンはその任期中に議会を通過した法案に拒否権を21回行使したが、急進派はそのうち15件を差し戻した。その中にはレコンストラクション法や強制法が含まれており、南部のために選挙法を書き換え、黒人の投票を認め、アメリカ連合国を支持した指導的白人の大半から役職に就く権利を奪っていた。1867年から1868年の選挙の結果として、新しく権利を得た解放奴隷、カーペットバッガー（南部に移ったばかりの北部人）やスキャラワグ（レコンストラクションを支持した南部人）と連衡し、バージニア州を除く南部の10州で共和党政府を樹立した。新しい州政府を支援するために軍隊を派遣したワシントンの急進派に支援された。

### 弾劾
急進派はジョンソンを大統領職から追い落とそうとしたが、初めての弾劾はうまくいかなかった。ジョンソンが陸軍長官エドウィン・スタントンを解任することで役職者任期法に違背するとされ、下院はジョンソンを弾劾裁判にかける決議を行った。しかし上院での決議では1票差で弾劾を免れた。しかしその権限の大半は失われた。

### グラントの支持
ユリシーズ・グラント将軍は、ジョンソン大統領の下で1865年から1868年まで陸軍を指揮したが、概して急進派の綱領を推進していた。議会の急進派指導者は、下院のタデウス・スティーブンスであり、上院のチャールズ・サムナーだった。1868年アメリカ合衆国大統領選挙でグラントは共和党員として当選した。選挙後は概してレコンストラクション政策で急進派に就き、1871年の公民権法に署名して法制化した。
1872年アメリカ合衆国大統領選挙で共和党は分裂し、グラントの再選を求める派と、サムナーを含めたリベラル派共和党に分かれた。リベラル派は新しく第3政党を作り、グラントに対抗した。選挙でリベラル派は大敗したが、1873年当時の経済は不況に陥っており、1874年には民主党が権力の座に戻って、共和党支配の時代を終わらせた。
急進派は新しい連衡を守ろうとしたが、南部州は1つずつ共和党から権力を奪い、1876年になると、まだ軍隊が守っていたルイジアナ州、フロリダ州、サウスカロライナ州の3州を残すのみとなった。1876年アメリカ合衆国大統領選挙は大変な接戦となり、二大政党の双方に大量の不正や違法行為があったが、それら3州の結果で決まった。1877年妥協は共和党員を大統領として選ぶ代わりに、軍隊の引き揚げを認めた。当選したラザフォード・ヘイズ大統領が軍隊を引き揚げさせ、共和党による南部州支配は即座に崩壊した。

## 南部のレコンストラクション

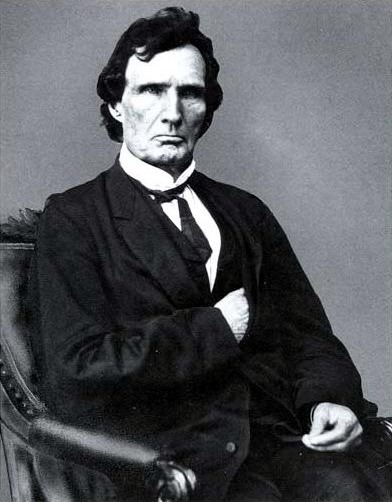
タデウス・スティーブンス下院議員

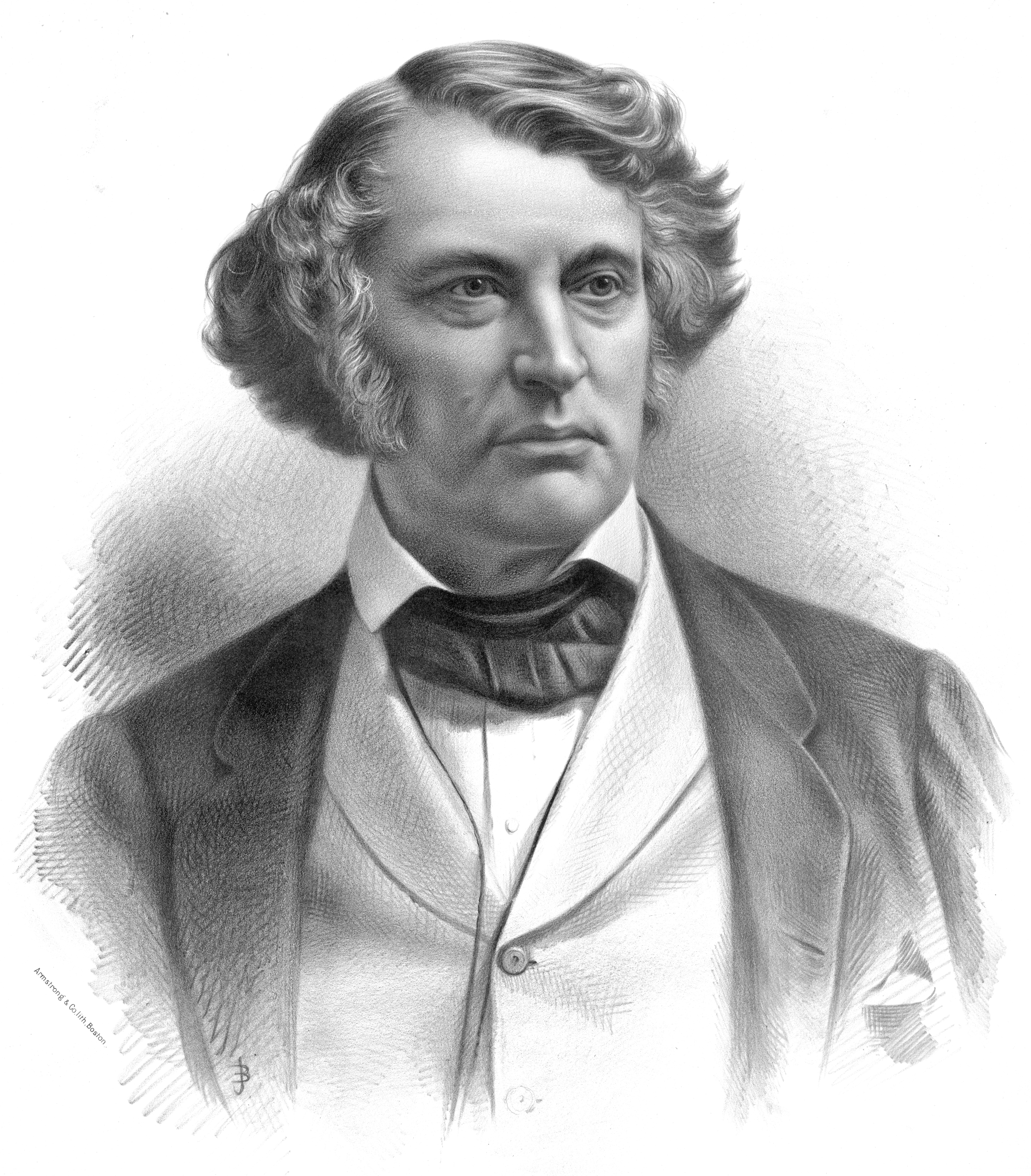
チャールズ・サムナー上院議員

レコンストラクション時代に、サムナーとスティーブンスに率いられた急進派共和党が次第に支配権を強めて行った。彼らは南部に対して厳しい対応を要求し、解放奴隷を強く保護し、アメリカ連合国のナショナリズムを完全に排除するように保証を求めた。1865年にリンカーンが暗殺された後、元タカ派民主党員だったアンドリュー・ジョンソンが大統領になった。
急進派は当初ジョンソンの強硬な話し振りを称賛した。1866年公民権法という重要法案にジョンソンが拒否権を使ったことで、ジョンソンに躊躇いがあることを見つけた急進派は、その拒否権を差し戻した。これは重要法案で大統領の拒否権を議会が差し戻した最初の機会になった。この公民権法は、アフリカ系アメリカ人をアメリカ市民とし、彼らに対する差別を禁じていた。それは連邦裁判所で裏付けられることになった。1868年に批准されたアメリカ合衆国憲法修正第14条とその平等権保護条項は、共和党の中道派と急進派が連衡して成立した。
1866年までに急進派共和党は解放奴隷の公民権を支持し、ジョンソンがそれに反対した。1867年までに解放奴隷に対する選挙権の条件を確定し、元アメリカ連合国支持者の多くには選挙権を制限した。ジョンソンは急進派共和党に対して幾つかの問題で反対したが、1866年の議会選挙で急進派が大勝し、ジョンソンが拒否権を使ったとしても、それを差し戻して法制化できるだけの勢力になった。南部での選挙を通じて、元アメリカ連合国の役人が、次第に解放奴隷、カーペットバッガー（南部に移ったばかりの北部人）やスキャラワグ（レコンストラクションを支持した南部人）の連衡に取って代わるようになった。急進派共和党は下院でアンドリュー・ジョンソン大統領を弾劾したが、上院では1票差で否決され、ジョンソンを大統領から追うことができなかった。

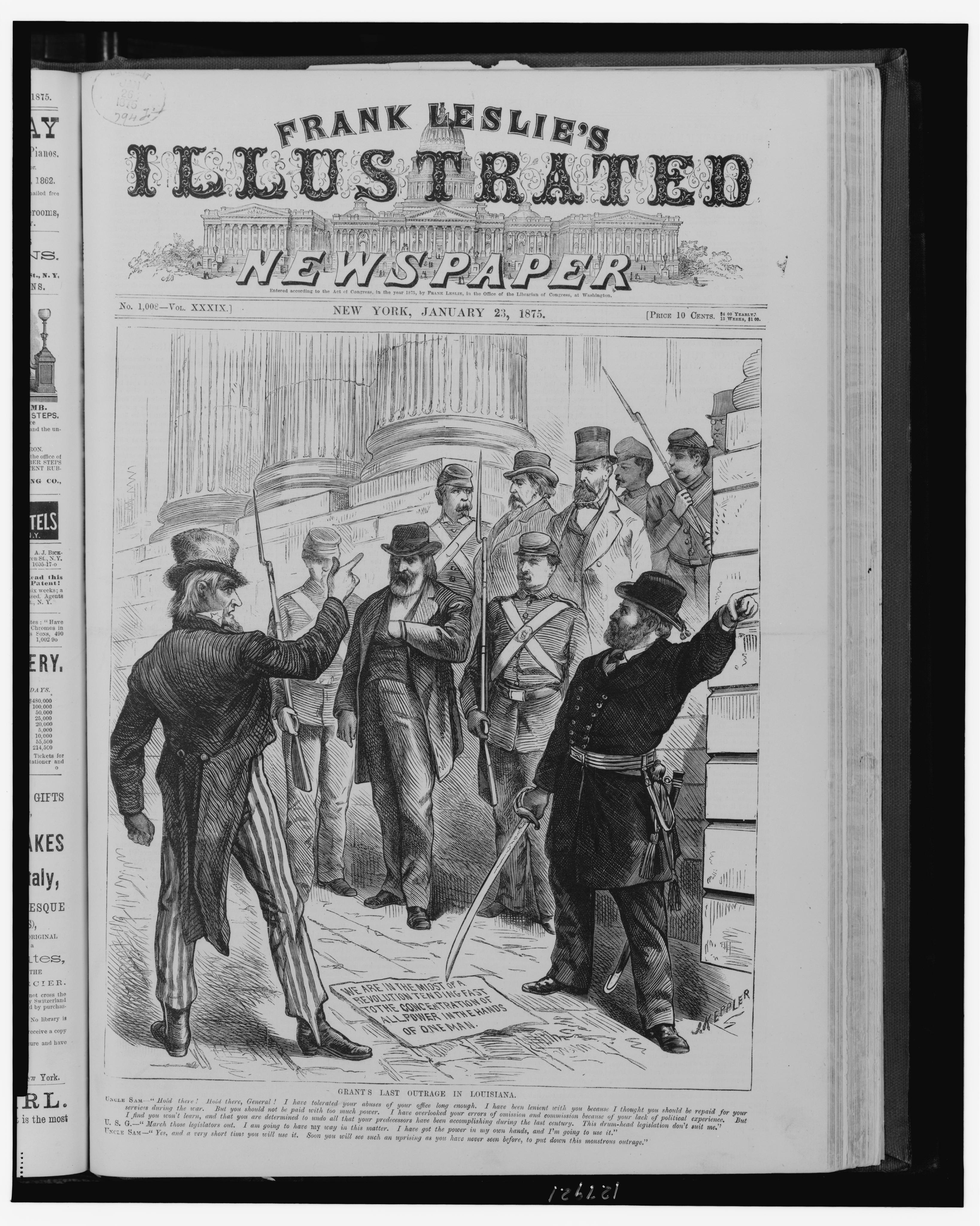
グラントのルイジアナ州における最後の怒り。
フランク・レスリーの挿絵入り新聞。国はレコンストラクションに飽きており、グラントはアフリカ系アメリカ人の公民権を守る寂しい大統領になっていた。
1875年1月23日版

急進派共和党は南部のレコンストラクションを指導した。1868年には共和党の全会派がユリシーズ・グラントを大統領に当選させた。グラントは就任すると、サムナーに党から出て行かせた。グラントは連邦政府の権限でクー・クラックス・クランを解体させようとした。しかし暴動や民衆の騒擾でアフリカ系アメリカ人とその同盟者に対する嫌がらせや暴力行為が続き、20世紀初期にまで続いた。1872年までに共和党リベラル派はレコンストラクションが成功したのでそれを終わらせるべきだと考えるようになった。中道派の多くがこれに加わり、また元急進派の指導者だったチャールズ・サムナーも加わった。しかし、1872年の選挙では大敗して、グラントが容易に再選された。
南部の州では次から次に、リディーマー運動が共和党から支配権を奪い、1876年には、サウスカロライナ州、フロリダ州、ルイジアナ州の3州のみが共和党支配という状態になった。この年の共和党大統領候補ラザフォード・ヘイズは、これらの州が解放奴隷の権利を尊重すると約束する限り、「自治権」を回復させると発表した。1877年にヘイズが大統領になると、連邦軍を撤退させたので、これらの州もリディーマーが主導権を取った。
1872年リベラル派共和党と民主党は、急進派共和党が（特にグランド政権で）賄賂を受け取ることで腐敗していると論じた。これら急進派の対抗者は元アメリカ連合国の支持者全てに選挙権を回復し公職に就けるようにする恩赦を要求した。歴史家エリック・フォナーのレコンストラクション史では、時として財政的なごまかしが、賄賂として強要するのと同じくらい問題になったと指摘した。1872年までに急進派は次第に分裂するようになっていた。1874年の連邦議会選挙で、反急進派の民主党が議会を支配した。元急進派の多くが共和党のストールワート派（保守派）に加わり、多くの対抗者はハーフブリード派（中道派）に加わったが、彼らは政策よりも主に利益供与のあり方で異なっていた。

## 歴史的な評価
南北戦争とレコンストラクションの後で、歴史的な出来事の記憶と意味を作り上げることに新たな戦いが起こった。レコンストラクションとそれに参加した急進派共和党に関する研究を行った初期歴史家は、ウィリアム・アーチボルド・ダニングとジョン・ウィリアム・バージェスが率いたダニング学派のメンバーだった。ダニング学派は、20世紀初期のコロンビア大学を本拠にし、国民的な和解とアメリカ連合国に対する不合理な憎しみという犠牲において、急進派は権力への欲望に突き動かされていたと考えた。ダニング学派の歴史家達に拠れば、急進派共和党は、エイブラハム・リンカーンやアンドリュー・ジョンソンが南部を再統合させたことで得た得失を反転させ、北部のカーペットバッガーと、元アメリカ連合国州の南部スキャラワグからなる腐敗の影をもった政府を作り上げ、その支持基盤を高めるために、解放奴隷に準備ができておらず使い道の分からない政治権を押し付けたとしていた。ダニング学派にとって、急進派共和党がレコンストラクションを暗黒の時代にし、南部の白人が立ち上がって、北部、共和党、黒人の影響が無い「自治ルール」を作ったときにやっと終わったというものである。解放奴隷を評価したW・E・B・デュボイスのような幾らかの歴史家の努力にも拘わらず、レコンストラクションに関するダニング学派の否定的見解とアフリカ系アメリカ人の選挙権に対する反対は、その後長い間の歴史観に影響を与えた。1930年代、左翼歴史家が階級闘争を強調する経済観でこの時代を再評価しようとした。彼らも急進派には敵対的であり、南部に北部の資本主義を押し付けることで、南部を支配しようとした経済的楽観主義者だと位置づけた。
南部で公共教育体系、慈善制度など社会インフラを創設した急進派共和党の役割は、ダニング学派の歴史家たちに評価されていない。1950年代から、公民権運動や「ブラックパワー」運動の道徳的側面の衝撃によって、歴史家達はレコンストラクション時代の急進派共和党の役割を再評価するようになった。その評価は改善された。これら歴史家達は19世紀の奴隷制度廃止運動家の価値を再評価し称賛したので、新奴隷制度廃止運動家と呼ばれることもある。彼らは急進派共和党が奴隷解放に続いてアフリカ系アメリカ人の公民権と参政権付与を推進したことが、その後に起こった財政的腐敗よりも重要だと論じた。彼らはまた、アフリカ系アメリカ人が教育を受けることに向けた中心的かつ積極的役割（個人的にも公共教育を作ることによっても）と、自立する手段として土地を得たいという願望があったことを指摘した。
歴史家達は、共和党の大半、それが極端な奴隷制度廃止運動家であっても、1868年以後は解放奴隷の運命に関わる関心を何故無くしたのか、長い間疑問に思ってきた。ヒーサー・リチャードソンは、北部の急進派共和党は、1870年のパリ・コミューンに倣って、あるいは1870年代に多発したアメリカの暴力的ストライキのように、黒人が急進的労働者になるかもしれないので、経済に対して危険な者になる可能性があると見るようになったと論じている（2004年）。一方で、北部人には白人の南部が報復に動くとか、アメリカ連合国の再生を目指すつもりが無いことが明らかになってきた。このように考えた共和党員の大半はグラントの対抗者となり、1872年にはリベラル派共和党の陣営に参加した。

### 急進派共和党の指導者
- ジョン・C・フレモント：1856年アメリカ合衆国大統領選挙の急進派共和党候補者
- ジョン・ビンガム：オハイオ州選出アメリカ合衆国下院議員、アメリカ合衆国憲法修正第14条の主要起草者
- ウィリアム・ガナウェイ・ブラウンロウ：新聞「ノックスビル・ホイッグ」の発行者、 テネシー州知事、同州選出アメリカ合衆国上院議員
- ベンジャミン・フランクリン・バトラー：マサチューセッツ州の政治家・軍人、ニューオーリンズの回復支配のために南部から憎まれた
- ザカライア・チャンドラー：ミシガン州選出アメリカ合衆国上院議員、グラント政権でアメリカ合衆国内務長官
- サーモン・チェイス：リンカーン政権でアメリカ合衆国財務長官・合衆国最高裁判所長官、1868年アメリカ合衆国大統領選挙では中道派として民主党の指名を求めた。
- ヘンリー・ウィンター・デイビス：メリーランド州選出アメリカ合衆国下院議員
- フリードリヒ・ヘッカー：ドイツ系アメリカ人48年組の指導者
- ジェームズ・ガーフィールド：アメリカ合衆国下院指導者。他よりも急進的ではなかった。1881年にアメリカ合衆国大統領に就任したが、暗殺された。
- ハンニバル・ハムリン：メイン州の政治家。リンカーン政権の1期目でアメリカ合衆国副大統領。
- ウィリアム・D・ケリー：ペンシルベニア州選出アメリカ合衆国下院議員
- ジェイムズ・H・レーン（英語版）：カンザス州選出アメリカ合衆国上院議員; 奴隷制度廃止運動「ジェイホーカー（英語版）」の指導者
- タデウス・スティーブンス：ペンシルベニア州出身、アメリカ合衆国下院急進派の指導者
- チャールズ・サムナー：マサチューセッツ州選出アメリカ合衆国上院議員、上院急進派の指導者、外交問題のスペシャリスト。1872年にグラントと訣別した。
- ベンジャミン・ウェイド：オハイオ州選出アメリカ合衆国上院議員。ジョンソン大統領が解任された場合はその承継者筆頭の位置にあった。
- ヘンリー・ウィルソン：マサチューセッツ州の指導者。グラント政権でアメリカ合衆国副大統領。
- ユリシーズ・グラント：アメリカ合衆国大統領、1875年の強制法と公民権法に署名。北軍総司令官、レコンストラクションとアフリカ系アメリカ人の公民権を支持した

### 二次史料
- Belz, Herman. Abraham Lincoln, Constitutionalism and Equal Rights in the Civil War Era Fordham University Press, 1998 online edition
- Belz, Herman. Emancipation and Equal Rights: Politics and Constitutionalism in the Civil War Era (1978) online edition
- Belz, Herman. A New Birth of Freedom: The Republican Party and Freedman's Rights, 1861–1866 (2000)
- Benedict, Michael Les. The Impeachment and Trial of Andrew Johnson (1999)
- Blackburn, George M. "Radical Republican Motivation: A Case History," The Journal of Negro History, Vol. 54, No. 2 (Apr., 1969), pp. 109–126 in JSTOR, re: Michigan Senator Zachariah Chandler
- Bogue, Allan G. "Historians and Radical Republicans: A Meaning for Today," Journal of American History Vol. 70, No. 1 (Jun., 1983), pp. 7–34 in JSTOR
- Bowers, Claude G. "The Tragic Era: The Revolution after Lincoln", 567 pages, The Riverside Press, Cambridge, Mass. (The Literary Guild of America) 1929; intense attack by partisan Democrat
- Castel, Albert E. The Presidency of Andrew Johnson  (1979)
- Donald, David. Charles Sumner and the Rights of Man (1970) Major critical analysis.
- Donald, David. Lincoln (1996).
- Goodwin, Doris Kearns. Team of Rivals: The Political Genius of Abraham Lincoln (2005).
- Foner, Eric.  Reconstruction: America's Unfinished Revolution, 1863–1877 (2002), major synthesis; Bancroft Prize, Parkman Prize, Avery O. Craven Prize and Trilling Prize.
  - Foner, Eric. A Short History of Reconstruction (1990). ISBN 0-06-096431-6. abridged version
- Harris, William C. With Charity for All: Lincoln and the Restoration of the Union (1997) Lincoln as moderate and opponent of Radicals.
- Hesseltine; William B. Ulysses S. Grant: Politician (1935), postwar years. online edition
- McFeeley, William S. Grant: A Biography (1981). Pulitzer Prize.
- McKitrick, Eric L. Andrew Johnson and Reconstruction (1961).
- Milton, George Fort; The Age of Hate: Andrew Johnson and the Radicals (1930); hostile
- Nevins, Allan. Hamilton Fish: The Inner History of the Grant Administration (1936) Pulitzer Prize.
- Randall, James G. Lincoln the President: Last Full Measure (1955).
- Rhodes, James Ford. History of the United States from the Compromise of 1850 to the McKinley-Bryan Campaign of 1896. Volume 6 and 7 (1920) highhy detailed political narrative.
- Richardson, Heather Cox. West from Appomattox: The Reconstruction of America after the Civil War (2007) excerpt and text search
- Richardson, Heather Cox.  The Death of Reconstruction: Race, Labor, and Politics in the Post-Civil War North, 1865–1901 (2004) excerpt and text search
- Riddleberger, Patrick W. "The Break in the Radical Ranks: Liberals vs Stalwarts in the Election of 1872," The Journal of Negro History, Vol. 44, No. 2 (Apr., 1959), pp. 136–157 in JSTOR
- Ross, Earle Dudley. The Liberal Republican Movement (1910) full text online
- Scroggs, Jack B. "Southern Reconstruction: A Radical View," The Journal of Southern History, Vol. 24, No. 4 (Nov., 1958), pp. 407–429 in JSTOR
- Stampp, Kenneth M. The Era of Reconstruction, 1865–1877 (1967).
- Simpson, Brooks D. Let Us Have Peace: Ulysses S. Grant and the Politics of War and Reconstruction, 1861–1868 (1991).
- Simpson, Brooks D. The Reconstruction Presidents (1998).
- Summers, Mark Wahlgren.The Press Gang: Newspapers and Politics, 1865–1878 (1994)
- Trefousse, Hans. Historical Dictionary of Reconstruction (1991) excerpt and text search
- Trefousse, Hans. The Radical Republicans (1969), favorable to Radicals
- Trefousse, Hans L. Thaddeus Stevens: Nineteenth-Century Egalitarian (2001)], favorable biography
- Williams, T. Harry. Lincoln and the Radicals (1941), hostile to Radicala
- Zuczek, Richard. Encyclopedia of the Reconstruction Era (2 vol 2006)
- Callaway, Stanton The Dark Days of the Reconstruction (Book 2 of 3, 1897)

### 一次史料
- Harper's Weekly news magazine
- Barnes, William H., ed. History of the Thirty-ninth Congress of the United States. (1868) useful summary of Congressional activity.
- Blaine, James.Twenty Years of Congress: From Lincoln to Garfield. With a review of the events which led to the political revolution of 1860 (1886). By Republican Congressional leader full text online
- Fleming, Walter L. Documentary History of Reconstruction: Political, Military, Social, Religious, Educational, and Industrial 2 vol (1906). Uses broad collection of primary sources; vol 1 on national politics; vol 2 on states full text of vol. 2
- Hyman, Harold M., ed. The Radical Republicans and Reconstruction, 1861–1870. (1967), collection of long political speeches and pamphlets.
- Edward McPherson,  The Political History of the United States of America During the Period of Reconstruction (1875), large collection of speeches and primary documents, 1865–1870, complete text online. [The copyright has expired.]
- Palmer, Beverly Wilson and Holly Byers Ochoa, eds. The Selected Papers of Thaddeus Stevens 2 vol (1998), 900pp; his speeches plus and letters to and from Stevens
- Palmer, Beverly Wilson, ed/ The Selected Letters of Charles Sumner 2 vol (1990); vol 2 covers 1859–1874
- Charles Sumner, "Our Domestic Relations: or, How to Treat the Rebel States" Atlantic Monthly September 1863, early Radical manifesto

### 年鑑
- American Annual Cyclopedia...1868 (1869), online, highly detailed compendium of facts and primary sources; details on every state
- American Annual Cyclopedia...for 1869 (1870) online edition
- Appleton's Annual Cyclopedia...for 1870 (1871)
- American  Annual Cyclopedia...for 1872 (1873)
- Appleton's Annual Cyclopedia...for 1873 (1879) online edition
- Appleton's Annual Cyclopedia...for 1875 (1877)
- Appleton's Annual Cyclopedia ...for 1876 (1885) online edition
- Appleton's Annual Cyclopedia...for 1877 (1878)